# Cornel Dinu
Corneliu Constantin Dinu (n. 2 august 1948, Târgoviște) este un fost jucător și antrenor de fotbal român, care a ocupat  funcții administrative în cadrul clubului Dinamo București. 
De asemenea, „Procurorul” (cum este poreclit) a mai deținut și funcția de secretar de stat în Ministerul Sporturilor imediat după revoluția din 1989, respectiv între anii 1990-1992.
Cornel Dinu a câștigat de trei ori titlul de „fotbalistul anului” în ancheta ziarului Gazeta Sporturilor, în anii 1970, 1972 și 1974.
A debutat în Divizia A la 25 septembrie 1966 (în meciul Dinamo - Steagul Roșu 0-1), iar ultimul meci l-a jucat la 18 iunie 1983.

## Cariera

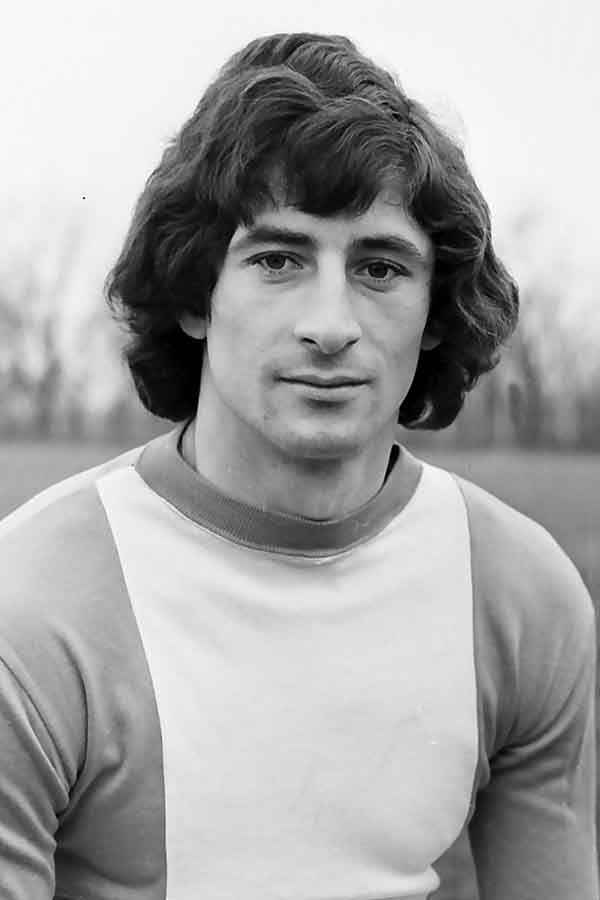
Cornel Dinu în anii '70

Cornel Dinu a debutat la echipa din orașul natal, Metalul Târgoviște. La seniori a jucat numai pentru Dinamo București, având 454 de meciuri în Liga 1 și 53 de goluri marcate. 
Cel căruia i se spune „Procurorul”, în semn de apreciere pentru justețea opiniilor sale, a fost mulți ani căpitanul echipei naționale, pentru care a jucat de 75 de ori și a marcat 7 goluri.
A fost titular în echipa României la Campionatul Mondial de Fotbal 1970. 
S-a retras în 1983, devenind  secundul lui Dumitru Nicolae, și împreuna au dus echipa lor de suflet până în semifinalele Cupei Campionilor Europeni, eliminând deținătoarea trofeului, Hamburger SV, după un miraculos 3-0 la București și o revenire de senzație în Germania, de la 3-0 la 3-2, prin golurile rămase în istorie ale lui Gheorghe Mulțescu și Cornel Țălnar. 
În sezonul următor, Dinu devine antrenor principal, dar avea să termine pe locul doi, în spatele marii rivalei Steaua București.
În următorii ani a mai antrenat CS Târgoviște, ASA Târgu Mureș, Oțelul Galați, U Cluj și FC Olt, fără a câștiga însă vreun trofeu.
Între 1992-1993, Cornel Dinu a fost selecționerul echipei naționale de fotbal a României în campania de calificare la Campionatul Mondial de Fotbal 1994. Victoria cu Țara Galilor, 5-1 (5-0 la pauză), precum și înfrângerea dureroasă contra Cehoslovaciei (scor 2-5) aveau să fie momentele marcante din scurtul său mandat. După înfrângerea cu Cehoslovacia, Federația a decis să-l schimbe pe Cornel Dinu și pe secundul său Gino Iorgulescu, numindu-l selecționer pe Anghel Iordănescu, promovat la lot de pe banca Stelei.
După o  perioadă în care a fost director la F.C. Național (1993-1995), „Procurorul” revine în antrenorat în 1996, la fosta sa echipă Dinamo București.
Avea să câștige singurele trofee ca antrenor în cel de-al treilea mandat clubul din Ștefan cel Mare, între 1998-2001: titlul în 2000 și 2002  și Cupa României la fotbal în 2000 și 2001.
Dinu avea să revină la cârma echipei pentru o scurtă perioadă în sezonul 2002-2003, precum și în sezonul 2007-2008 ca director tehnic, în timp ce postul de antrenor avea să fie ocupat de  către Cornel Țălnar. 
În martie 2008 a fost decorat cu Ordinul „Meritul Sportiv” clasa a III-a, „în semn de apreciere pentru participarea la Turneul Final al Campionatului Mondial de Fotbal din anul 1970 din Mexic și pentru întreaga activitate”.
În ultimii ani, Cornel Dinu a îndeplinit funcția de administrator delegat al clubului Dinamo și a fost invitat permanent la diverse emisiuni cu temă fotbalistică.

## Palmares

### Jucător
Dinamo București
- Divizia A: 1970–1971, 1972–1973, 1974–1975, 1976–1977, 1981–1982, 1982–1983
- Cupa României: 1967–1968, 1981–1982

Individual
- Fotbalistul român al anului: 1970, 1972, 1974

### Antrenor
Dinamo București
- Liga I

Campion: 1999-2000, 2001-2002
Vicecampion: 1984-1985
- Cupa României

Câștigător: 1999-2000, 2000-2001

## Cărți publicate
- Fotbal - Tactica azi - în colaborare cu Ion V. Ionescu
- Fotbal - concepția de joc (Ed. Sport-Turism, 1982) - în colaborare cu Ion V. Ionescu
- Zâmbind din iarbă (roman autobiografic, ed. Minerva) noiembrie 2007
- Jucând cu destinul (Zâmbind din iarbă) - volumul II, noiembrie 2008

## Familie
Cornel Dinu are un fiu, Cornel Ștefan Dinu, născut în 1988. Acesta a terminat liceul Teoretic „Jean Monnet” din București și apoi a urmat cursurile Facultății de Drept din cadrul Universității București.

## Statistici ale carierei
| Sezon     | Club               | Țară    | Meciuri | Goluri |
| --------- | ------------------ | ------- | ------- | ------ |
| 1963-1966 | Metalul Târgoviște | România | N/A     | N/A    |
| 1966/67   | Dinamo București   | România | 16      | 0      |
| 1967/68   | Dinamo București   | România | 26      | 6      |
| 1968/69   | Dinamo București   | România | 30      | 6      |
| 1969/70   | Dinamo București   | România | 23      | 4      |
| 1970/71   | Dinamo București   | România | 24      | 4      |
| 1971/72   | Dinamo București   | România | 26      | 2      |
| 1972/73   | Dinamo București   | România | 23      | 2      |
| 1973/74   | Dinamo București   | România | 32      | 3      |
| 1974/75   | Dinamo București   | România | 30      | 3      |
| 1975/76   | Dinamo București   | România | 25      | 2      |
| 1976/77   | Dinamo București   | România | 31      | 6      |
| 1977/78   | Dinamo București   | România | 24      | 7      |
| 1978/79   | Dinamo București   | România | 31      | 4      |
| 1979/80   | Dinamo București   | România | 28      | 3      |
| 1980/81   | Dinamo București   | România | 31      | 1      |
| 1981/82   | Dinamo București   | România | 29      | 0      |
| 1982/83   | Dinamo București   | România | 25      | 0      |